# Vöröscsőrű tűzpinty
A vöröscsőrű tűzpinty (Lagonosticta senegala) a madarak osztályának a verébalakúak (Passeriformes) rendjébe, ezen belül a díszpintyfélék (Estrildidae) családjába tartozó faj.

## Rendszerezése
A fajt Carl von Linné svéd természettudós írta le 1766-ban, a Fringilla nembe Fringilla senegala néven.

## Előfordulása
Afrikában, a Szahara alatti területeken honos.

## Alfajai
- Lagonosticta senegala brunneiceps Sharpe, 1890
- Lagonosticta senegala rendalli Hartert, 1898
- Lagonosticta senegala rhodopsis (Heuglin, 1863)
- Lagonosticta senegala ruberrima Reichenow, 1903
- Lagonosticta senegala senegala (Linnaeus, 1766)
- Lagonosticta senegala somaliensis Salvadori, 1894[2]

## Megjelenése
Testhossza 9–10 centiméter, testtömege 7–12 gramm. A hím borvörös, dolmánya és válla őzbarna, minden tollon bíborpiros szegély. Az alsó farkfedők halványbarnák.
|  |  |

## Életmódja
Fűmagvakkal táplálkoznak.

## Szaporodása
Fészekalja 3-6 fehér tojásból áll.